# Cavalo iacutiano

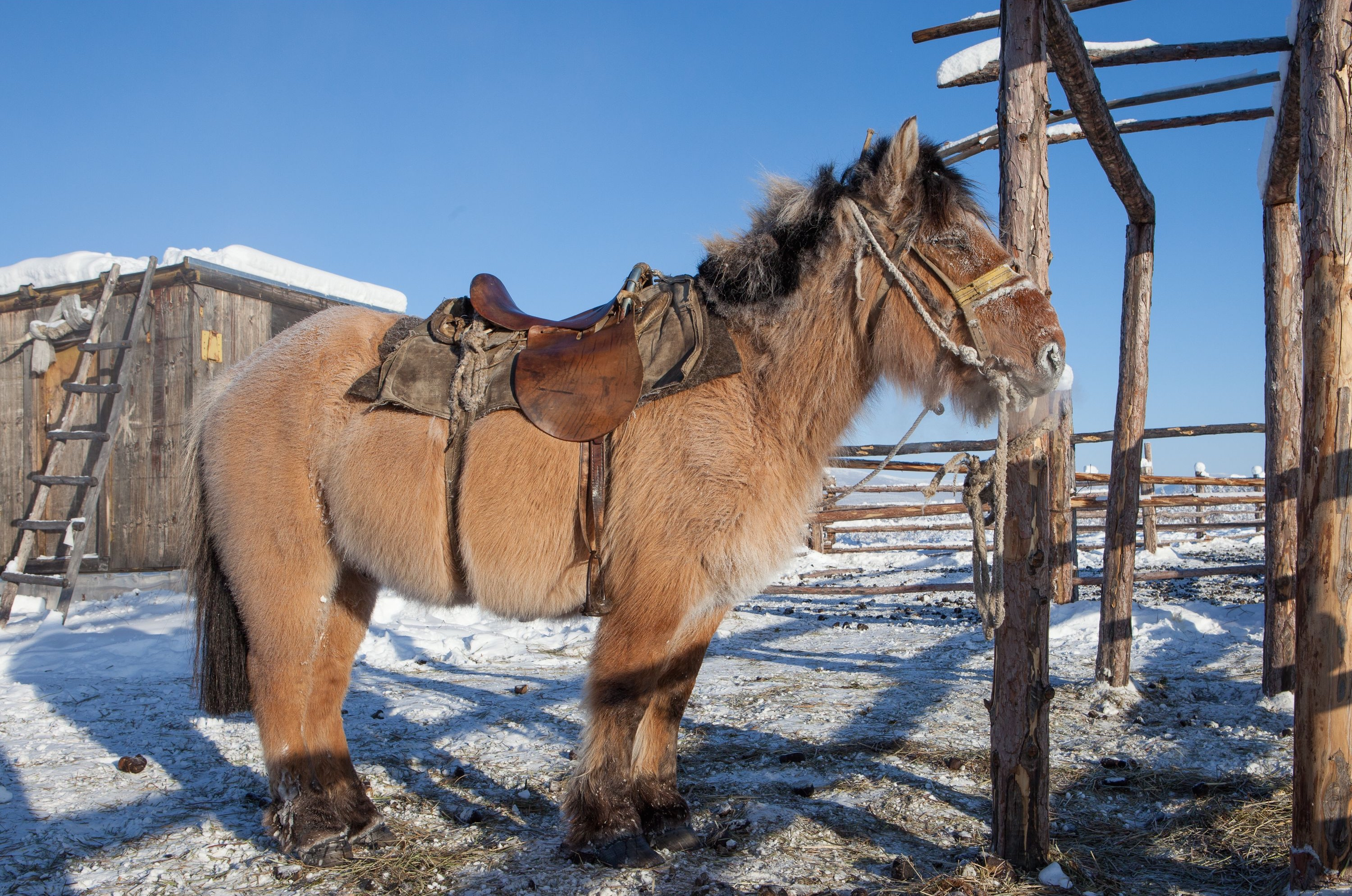

O cavalo iacutiano (em iacuto: Саха ата, Sakha ata) é uma raça de cavalo nativa da região da república siberiana de Sakha (ou Iacútia). É grande em comparação com o cavalo mongol, que por outro lado é semelhante, e com o cavalo-de-Przewalski.É conhecido pela adaptação dele ao clima extremamente frio da Iacútia, incluindo a capacidade de localizar e pastar na vegetação que está sob uma profunda cobertura de neve,  e de sobreviver sem abrigo em temperaturas que chegam −70 °C (−94,0
 °F).
Os cavalos parecem ter evoluído de cavalos domesticados trazidos pelos iacutos quando eles migraram para a área no início do século 13, e não são descendentes de cavalos selvagens que habitavam a área nos tempos neolíticos. A raça foi introduzida no Parque Pleistoceno em 1996, onde vivem hoje 40 indivíduos.

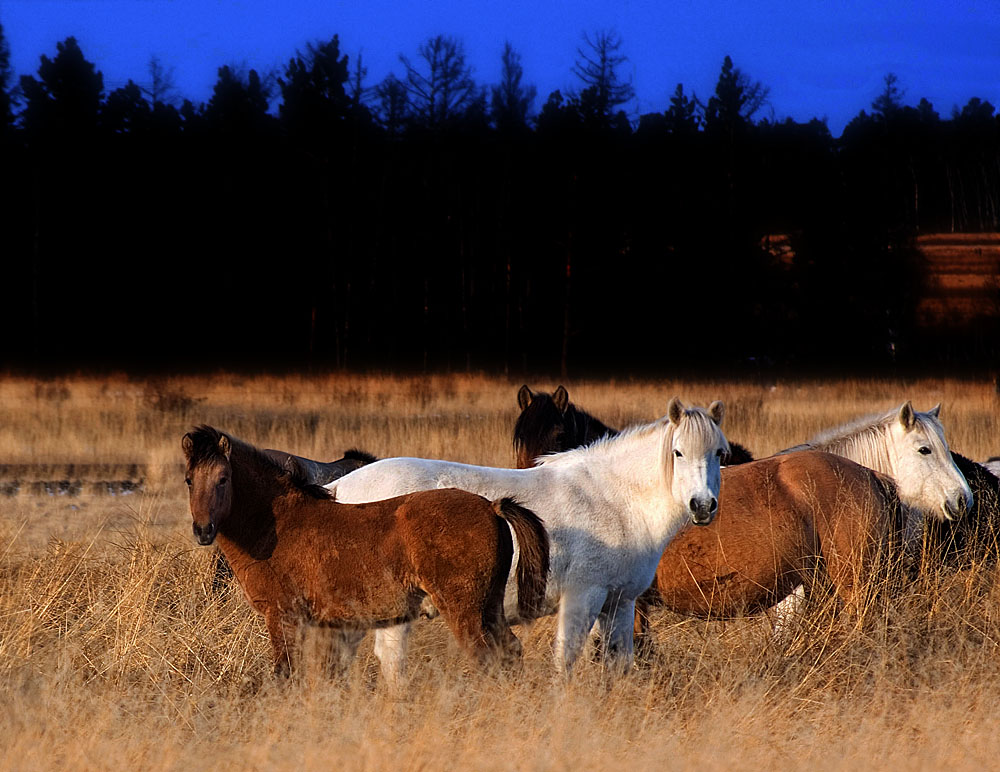
No verão

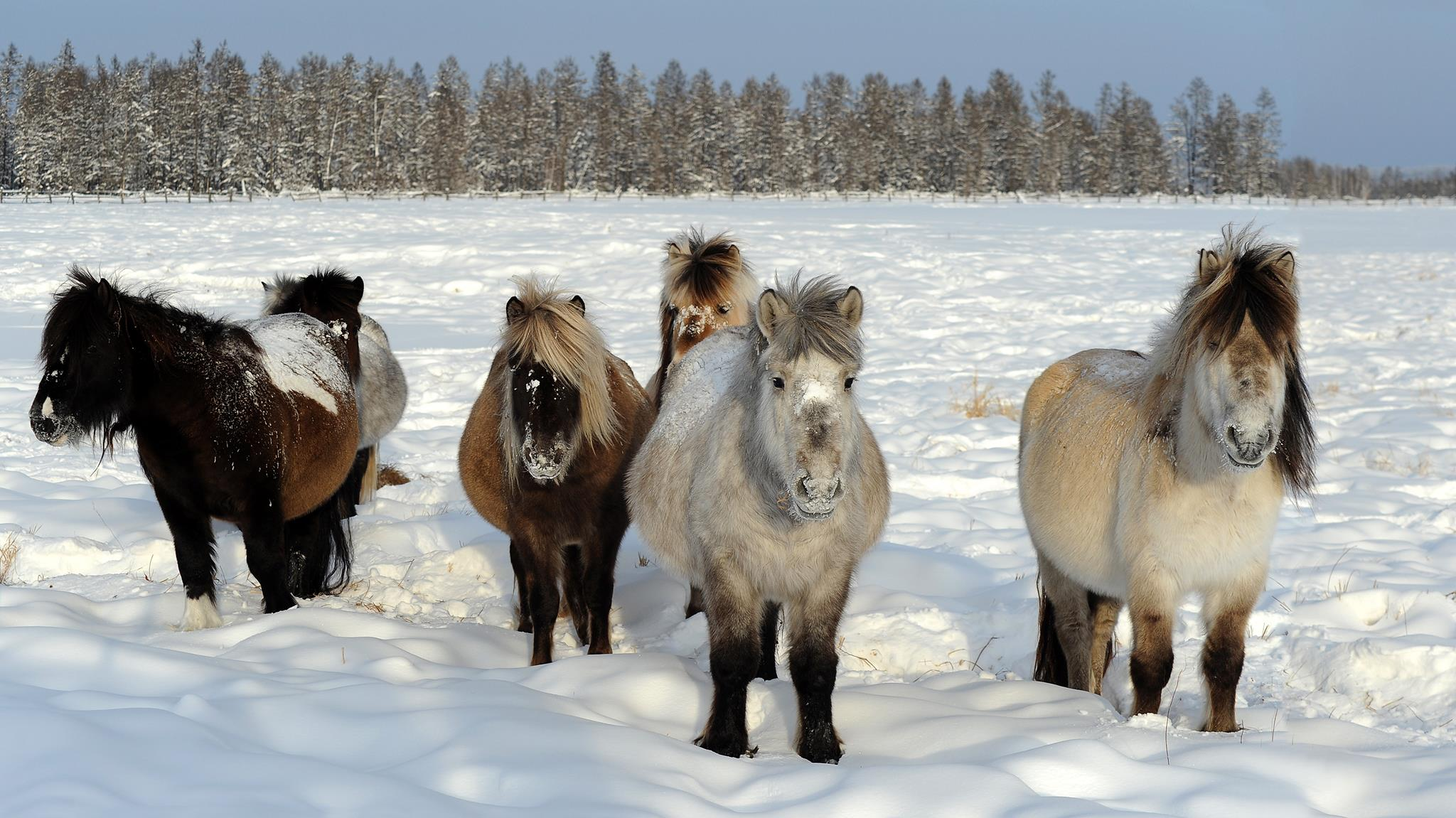
No inverno